# Fitz (Familienname)
Fitz ist ein deutscher Familienname.

## Namensträger
- Albert Fitz (1842–1885), deutscher Biologe
- Alfred Fitz (1879–1947), deutscher Gewerkschafter und Widerstandskämpfer
- Alexander Fitz (* 1948), russlanddeutscher Schriftsteller, Journalist und Drehbuchautor
- Angelika Fitz (* 1967), österreichische Architekturtheoretikerin und Kuratorin
- Bérenger de Miramon Fitz-James (1875–1952), französischer Mäzen und Musikschriftsteller
- Brent Fitz (* 1970), kanadischer Rock-Schlagzeuger
- Cayetana Fitz-James Stuart (1926–2014), spanische Aristokratin
- Charles de Fitz-James (1712–1787), französischer Militär, Marschall von Frankreich
- Dominik Fitz (* 1999), österreichischer Fußballspieler
- Ellen Eliza Fitz (1835–1886), US-amerikanische Erfinderin
- Florian Fitz (* 1967), deutscher Schauspieler
- Florian David Fitz (* 1974), deutscher Schauspieler
- Florian Sebastian Fitz (* 1992), österreichischer Schauspieler und Musicaldarsteller
- François de Fitz-James (1709–1764), Herzog von Fitz-James, Hofkaplan Ludwigs XV. und Bischof von Soissons (1739–1764)
- Franz Fitz (Fußballspieler, 1894) (1894–1955), österreichischer Fußballspieler
- Franz Fitz (Fußballspieler, 1921) (1921–1960), österreichischer Fußballspieler
- Geoffrey fitz Peter, 1. Earl of Essex († 1213), Earl of Essex und Justitiar von England
- Georg Fitz (1860–1940), deutscher Politiker, Mitglied des Deutschen Reichstags
- Gerd Fitz (1930–2015), deutscher Volksschauspieler und Schlagersänger
- Hans Fitz (1891–1972), deutscher Bühnenautor, Schauspieler und Regisseur
- Hanspeter Fitz (1929–1969), deutscher Künstler
- Hendrikje Fitz (1961–2016), deutsche Schauspielerin
- Henry Fitz (1808–1863), US-amerikanischer Teleskophersteller
- Hernando Fitz-James Stuart y Falcó (1882–1936), spanischer Polospieler
- Jacobo Fitz-James Stuart y Falcó (1878–1953), spanischer Diplomat und Polospieler
- James Fitz-James Stuart, 2. Duke of Berwick (1696–1738), spanischer und jakobitischer Adeliger
- Jenő Fitz (1921–2011), ungarischer Archäologe, Historiker und Numismatiker
- Johannes Fitz (1796–1868), Kaufmann, Weingutsbesitzer und Dürkheimer Stadtrat
- John Driscoll Fitz-Gerald (1873–1946), US-amerikanischer Romanist und Hispanist
- Karsten Fitz (* 1965), deutscher Amerikanist
- Kian Fitz-Jim (* 2003), niederländisch-surinamischer Fußballspieler
- Laure Auguste de Fitz-James (1744–1814), Première dame d’honneur Marie Antoinettes
- Lisa Fitz (* 1951), deutsche Kabarettistin
- Michael Fitz (Diplomat) (* 1938), österreichischer Diplomat
- Michael Fitz (Schauspieler) (* 1958), deutscher Schauspieler und Musiker
- Nepo Fitz (* 1981), deutscher Musikkabarettist, Sänger und Pianist
- Parisa Fitz-Henley (* 1977), amerikanisch-jamaikanische Schauspielerin
- Pedro Fitz-James Stuart (1720–1791), spanischer Admiral
- Peter Fitz (1931–2013), deutscher Schauspieler und Synchronsprecher
- Reginald Heber Fitz (1843–1913), amerikanischer Mediziner
- Richard Fitz-Simon (um 1295–um 1349), englischer Adliger
- Robert Fitz (1900–1980), deutscher Schauspieler und Hörspielsprecher
- Rudolf Fitz (1905–1989), sudetendeutscher Archivar
- Sarah Fitz-Gerald (* 1968), australische Squashspielerin
- Ulrich Fitz (1919–2000), österreichischer Politiker (ÖVP)
- Ute Fitz, deutsche Schauspielerin und Souffleuse
- Veronika Fitz (1936–2020), deutsche Volksschauspielerin
- Walter Fitz (1921–1992), deutscher Volksschauspieler, Schlagersänger und Komponist
- Wilhelm Fitz (1918–1993), deutscher Fußballspieler